# Ярмольский, Алексей Иванович
Алексей Иванович Ярмольский (укр. Олексій Іванович Ярмольський; 15 июня 1916, Киев, Российская империя — 28 марта 2003, Киев, Украина) — украинский советский кинематографист, организатор кинопроизводства, директор фильмов, кинопродюсер. Член Союза кинематографистов УССР.
Самые кассовые фильмы, в создании которых он принимал участие - «Их знали только в лицо», «Гулящая», «Трое суток после бессмертия», «Почтовый роман», «Первый парень», «Сказка о Мальчише-Кибальчише».
Историческая драма «Белые тучи» и музыкальный фильм «Маленький школьный оркестр», над которыми он работал в 1968 году, фактически оказались в категории запрещенных к показу в СССР.
Входил в состав специальной комиссии по расследованию обстоятельств гибели Леонида Быкова в автомобильной катастрофе 11 апреля 1979 года.

## Биография

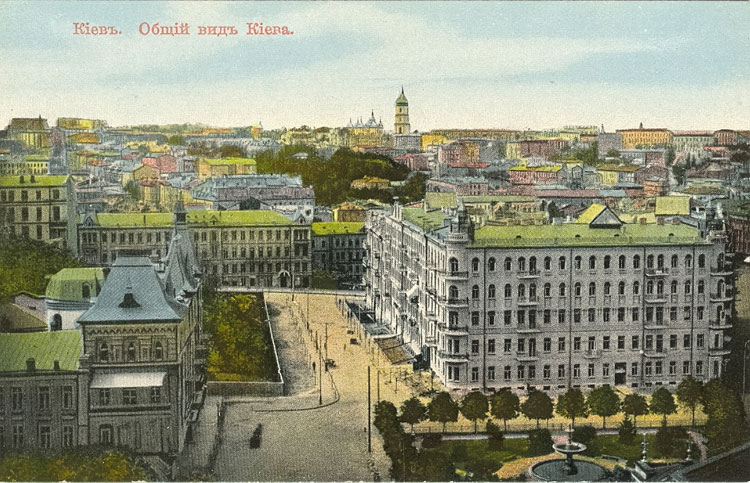
Дом в Киеве на улице Новой (на переднем плане справа), в котором родился Алексей Ярмольский

Родился 15 июня 1916 года в Киеве в доме на улице Новой (сейчас Богдана Ступки, 3) на территории бывшей усадьбы Меринга в семье инженера Ивана Ярмольского, участника Первой мировой войны.
Детство и юность провел на Липках. Крещен в  "сулимовской" домовой церкви Святого благоверного великого князя Александра Невского (улица Лютеранская, 16), учился в трудовой школе № 83 (улица Лютеранская, 18).
В 1932 году дебютировал в кино. Исполнил одну из главных ролей в фильме «Вместе с отцами» режиссёра Лазаря Френкеля.
Выпускник физико-математического факультета Ленинградского педагогического института имени М. Н. Покровского (1939). Работал учителем в одной из средних школ Гатчины Ленинградской области.
Участник Великой Отечественной войны. Служил в 837 отдельном автомобильном батальоне. В октябре 1942 года переброшен из Ленинграда под Москву.
С весны 1943 - личный водитель, адъютант заместителя наркома обороны СССР генерала армии Андрея Хрулёва. После окончания войны вернулся в Киев, где с 1947 по 1976 год работал на киностудии имени Довженко заместителем директора, директором кинокартин I категории, руководил съёмочными группами.
.
Работал с режиссёрами:

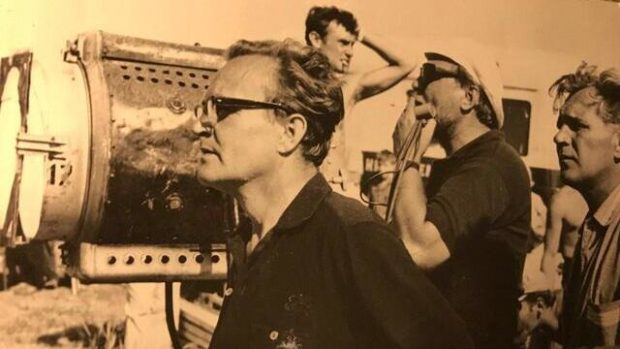
Алексей Ярмольский на съемках фильма «Почтовый роман»

Владимиром Брауном, Леонидом Быковым, Артуром Войтецким, Владимиром Довганем, Василием Ильяшенко,  Иваном Кавалеридзе, Юрием Лысенко, Евгением Матвеевым, Александром Муратовым, Сергеем Параджановым, Ролланом Сергиенко, Антоном Тимонишиным, Радомиром Шарановичем (Югославия), 
Евгением Шерстобитовым.
После второго инфаркта,в 1973 году, вернулся на киностудию, отвечал за вопросы международного сотрудничества.
Скончался 28 марта 2003 года в Киеве. Похоронен на Совском кладбище.

## Семья
- Мать — Элеонора Ярмольская, (урождённая Корчинская, пол.  Eleonora Korczyńska, римо-католичка). Скончалась в 1958 году, похоронена в Киеве на Лукьяновском кладбище[5].
- Жена — Алла Ивановна Киптенко (1926—1992), пианистка. Похоронена в Киеве на Байковом кладбище.
  - Дочь — Элеонора — тележурналист, одна из активных защитниц исторического наследия Киева[5][16].
    - Внук — Максим Павленко (род. 1970) — журналист, медиаменеджер, издатель[5].
    - Внук — Денис Павленко (род. 1980) — экономист, менеджер, директор Центра оценки социальных и экологических рисков[5][12].
- Жена — Галина Архиповна Оксанич (1919-2000). Похоронена в Киеве на Совском кладбище.

## Память
- В 2021 году Фонд Богдана Ступки при поддержке ряда общественных организаций выступил с инициативой установки мемориальной доски Алексею Ярмольскому в центре Киева на доме № 3 по улице Станиславского (с сентября 2024 улица Богдана Ступки)[12].
- 15 июня 2021 года в Киеве отметили 105-летие со дня рождения Алексея Ярмольского. Об этом сообщил руководитель отдела искусств столичной Публичной библиотеки им. Леси Украинки Леонид Криворучко[15][17][18].
- Дом в Киеве по улице Станиславского 3, где в 1916 году родился Алексей Ярмольский, в 2016 году вернулся в реестр объектов исторического наследия благодаря усилиям дочери кинематографиста Элеоноры Павленко, которую поддержали Киевская городская администрация и Национальная полиция Украины[19].

## Фильмография

### Директор кинокартин
- 1957 — «Если бы камни говорили...»[17]
- 1958 — «Первый парень» - 21,7 млн зрителей[20].
- 1960 — «Летающий корабль»[21].
- 1961 — «Гулящая» - 27,8 млн зрителей[17].
- 1963 — «Трое суток после бессмертия» - 24,7 млн зрителей[17].
- 1964 — «Сказка о Мальчише-Кибальчише» - 14,5 млн зрителей[17].
- 1965 — «Акваланги на дне» - 14,6 млн зрителей[17].
- 1966 — «Их знали только в лицо» - 43,8 млн зрителей[17].
- 1968 — «Белые тучи» - 1,9 млн зрителей (фильм вышел в ограниченном прокате по цензурным соображениям)[21].
- 1968 — «Маленький школьный оркестр» - фильм фактически попал в категорию запрещенных и пролежал на полке рекордные 42 года[4]
- 1969 — «Почтовый роман» - 21 млн зрителей[17].
- 1970 — «Крутой горизонт» - 6 млн зрителей[21].
- 1971 — «Где вы, рыцари?»
- 1973 — «Свадьба» (производство СССР, Югославия) - 40 млн зрителей[22][23]

### Заместитель директора
- 1953 — «Максимка»
- 1954 — «Андриеш»
- 1955 — «Матрос Чижик»

### Актёрские работы
- 1932 — Вместе с отцами - Яць Поплюйко[17].

## Награды
- Орден Отечественной войны II степени[24]
- Медаль «За оборону Ленинграда»
- Медаль «За оборону Москвы»[12]
- Медаль «За победу над Германией в Великой Отечественной войне 1941—1945 гг.»[12]